# 安德烈斯·德尔瓦列
安德烈斯·德尔瓦列(Andrés del Valle ，1833年—1888年) 1876年2月1日至5月1日任萨尔瓦多总统。
| 前任： 桑蒂亚戈·冈萨雷斯 | 萨尔瓦多总统 1876年 | 繼任： 拉斐尔·萨尔迪瓦 |